# Liste von Söhnen und Töchtern der Stadt Orizaba
Diese Liste enthält in Orizaba geborene Persönlichkeiten in alphabetischer Reihenfolge des ersten Familiennamens. Ob sie im Weiteren in Orizaba gewirkt haben, ist ohne Belang. Die Liste erhebt keinen Anspruch auf Vollständigkeit.
Für alle in der Liste aufgeführten Personen wurde zunächst ein interner Link angelegt. Die Prüfung, ob die jeweilige Person tatsächlich enzyklopädisch relevant ist, obliegt dem Autor des entsprechenden Einzelartikels.

## A
- Abel Aguilar Elizalde (* 1929), Schiedsrichter
- Pablo Amora Rojí (* 1947), Fußballspieler (Necaxa)
- Gonzalo Argüelles Bringas (1877–1942), Aquarellmaler
- José María Ariza y Huerta, Dichter
- Ramón Arnaud Vignon (1887–1915), Offizier
- Luis Arreola (* 1938), Fußballspieler
- José Luis Arriola Ortiz (* 1938), Fußballspieler (Orizaba FC, Puebla FC)
- José Luis Aussín Suárez (* 1942), Fußballspieler (Orizaba FC, Veracruz, Olympiateilnehmer 1964)
- Antonio Azpiri (* um 1912; † nach 1947), Fußballspieler (Necaxa, Moctezuma)

## B
- Gabriel Barranco (1796–1886), Maler
- Mario Beauregard, Pianist
- Manuel Becerra Vera (* 1917), Fußballspieler (ADO, Moctezuma, und andere)

## C
- Pedro Cabrera “Picos” (1939? –1995), Fußballspieler (Orizaba)
- Emilio Carballido (1925–2008), Dramatiker und Drehbuchautor
- Dante del Castillo (* 1946), Dramatiker
- Ignacio del Castillo (1886–1966), Autor
- Luis Cerrilla (1906–1936), Fußballspieler (Club América, Olympiateilnehmer 1928)
- Guillermo Contreras († 2006), Fußballtorwart (mind. 1943–1945 bei ADO, 1945–1949 beim Puebla FC)
- Nahún Corro (1960–2022), Fußballspieler
- Rubén Cortés Sánchez (* 1960), Fußballspieler (Atlante, Cobras de Ciudad Juárez)
- José Bernardo Couto (1803–1862), Politiker und Rechtsanwalt
- José Antonio Cuburu (1925–2005), Fußballspieler (ADO, Puebla FC)
- Martín Cuburu, Fußballspieler (España, Moctezuma, ADO u. a.)
- Samuel Cuburu (* 1928), Fußballspieler (Zacatepec, Puebla FC, WM-Teilnehmer 1950)

## E
- Miguel María de Echegaray (1816–1891), Offizier
- Teodoro Escalona Cortés (1883–19??), Offizier
- Manuel Escandón Garmendia (1807–1862), mexikanischer Unternehmer

## G
- Francisco Gabilondo Soler (1907–1990), Komponist
- Sara García Hidalgo (1895–1980), Schauspielerin
- Parménides García Saldaña (1944–1982), Schriftsteller
- Humberto Gómez Landero (1904–1968), Drehbuchautor

## H
- Jesús Hernández Hernández (* 1931), Fußballspieler (ADO 1947–1949, Tampico 1951–1952, Moctezuma 1953–1955)

## J
- José María Jara (1866–1939), Maler
- Enrique Jiménez Domínguez (1891–1952), Diplomat und Autor
- Rafael Junquera Maldonado (* 1940), Schriftsteller

## K
- Fidel Kuri Grajales (* 1962), Politiker und Unternehmer

## L
- Héctor Lechuga (* 1926), Schauspieler und Komiker
- Alejandro Leyva (* 1980), Fußballspieler
- Ignacio de la Llave (1818–1863), General und Gouverneur von Veracruz (1861–1862)
- José Luis Lobato Campos (* 1938), Politiker
- Gilberto Loyo (1901–1973), Politiker und Ökonom
- Amado Luna (* 1962), Stierkämpfer

## M
- Ricardo Martínez (* 1927), Fußballspieler
- Gaby Mellado (* 1992), Schauspielerin
- Gregorio Mendizábal (1846–1932), Schriftsteller
- Julián Meza González (* 1944), Schriftsteller und Übersetzer
- Salvador Moreno Manzano (1916–1999), Komponist, Kunsthistoriker und Maler
- Evita Muñoz "Chachita" (1936–2016), Schauspielerin

## N
- Firpo Nadal, Fußballspieler (Club Marte)

## O
- Armando Ortega Carrillo (1936–1973), Komponist
- Pedro Osorio Nicolás (* 1965), Fußballspieler (Morelia, Veracruz, Toros Neza und Nationalmannschaft)

## P
- Bernardo Palafox (1857–1937), General und provisorischer Gouverneur von Chiapas (1913–1914)
- José Peón del Valle (1866–1924), Schriftsteller und Rechtsanwalt
- Rafael Eligio Portas López (1897–1975), Filmproduzent

## R
- Rodolfo Ramos Beristain “El Buscapié” (* 1956), Dirigent
- Ignacio Rosas (1880–1950), Künstler

## S
- Alfredo Sánchez (genannt El viejo Sánchez), Fußballspieler (América, Olympiateilnehmer 1928)
- Guillermo Sánchez de Anda (* 1936), Dichter und Schriftsteller
- Guillermo Sánchez Terrazas “El Chueco” (1907–1972), Fußballspieler
- Adolf Schulze (1880–1971), deutscher Bergbauingenieur und Alpinist
- Mercedes Soler (1915–1971), Schauspielerin
- Ernesto Sota (1896–1977), Fußballspieler (Club América, Olympiateilnehmer 1928)
- Isidoro Sota (1902–1976), Fußballtorwart (América, Asturias, WM-Teilnehmer 1930)
- Jorge Sota (1912–1994), Fußballspieler (Club América, Nationalspieler)
- José Luis Suárez “La Zorrita”, Fußballspieler (Tecos) und -trainer

## T
- Leticia Tarragó (* 1940), Malerin
- Jorge Ramos Tello (um 1950–2021), Fußballspieler
- Juan Terrazas (1909–1947), Fußballspieler (Club América, Olympiateilnehmer 1928)
- Lucrecia Toriz (1867–1962), Arbeiterin und Sozialkämpferin
- José Maria Tornel y Mendívil (1789–1853), General und Politiker

## V
- René Vásquez (1940?–1989), Fußballspieler (Orizaba, Veracruz)
- Esperanza Velásquez Bringas (1899–1980), Schriftstellerin

## Y
- Octaviano Yáñez (1878–1918), Gitarrist und Komponist